# Mölle kallbadhus

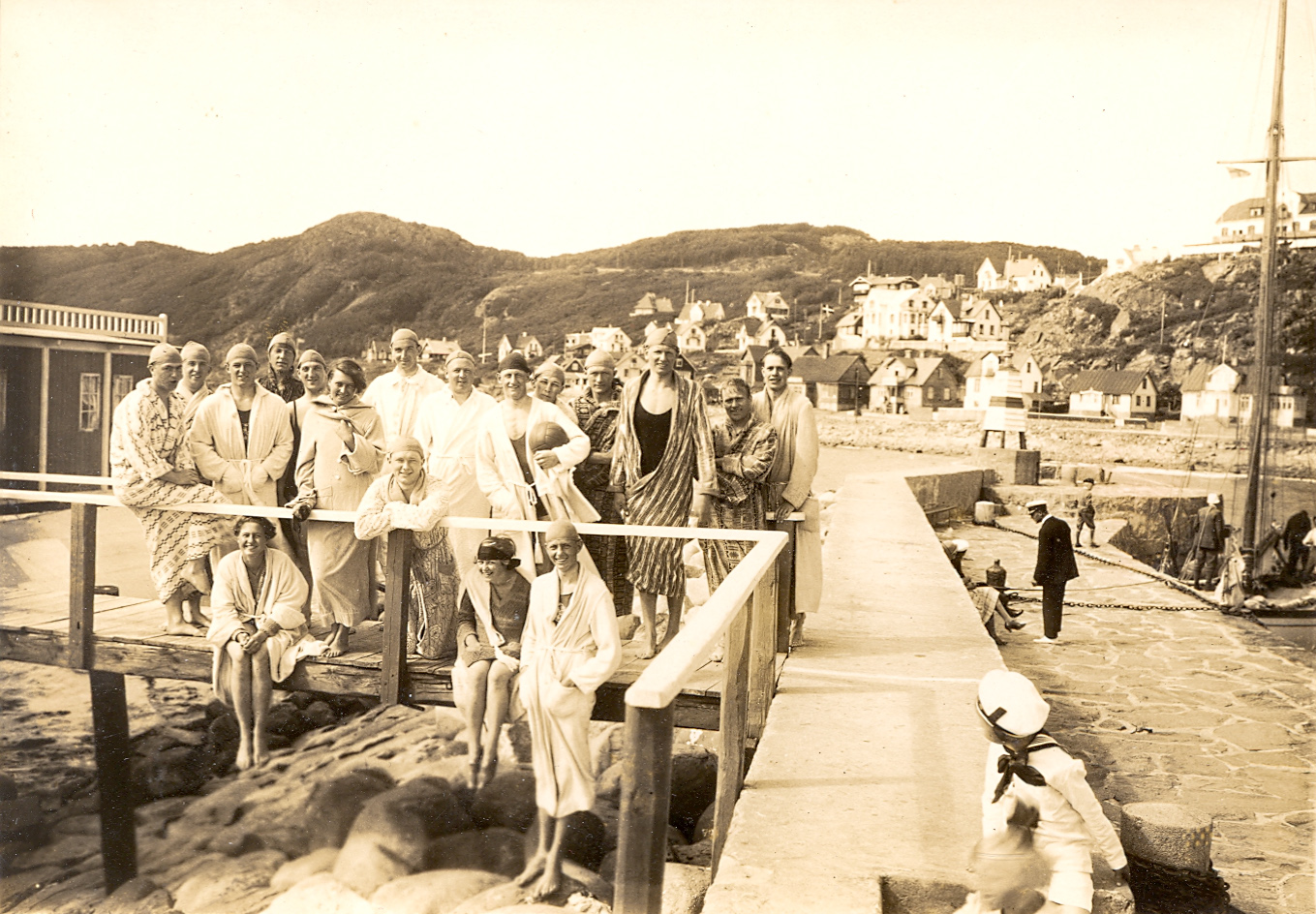
Badgäster i Mölle kallbadhus år 1920. Badhuset skymtar till vänster. I bakgrunden Kullaberg.

Mölle kallbadhus var ett kallbadhus i Mölle i nordvästra Skåne. Badhuset var placerat på havssidan av piren i Mölle hamn. Byggnaden förstördes i den svåra isvintern 1942. Ett äldre kallbadhus hade ursprungligen uppförts på samma plats i slutet av 1800-talet, men detta hade svepts bort i den stora julorkanen 1902.
Kallbadhuset hade herr- och damavdelning. Det fanns bastu.

## Varmbadhuset
Även ett varmbadhus fanns i Mölle fram till 1960-talet. På detta badhus erbjöds bland annat varma tångbad. Varmbadhuset hade adressen Norra Strandvägen 50.